# Bombay Sisters
Hermanas Bombay (en inglés: Bombay Sisters), formada por las hermanas C. Saroja y C. Lalitha, es un dúo musical de la India de música carnática.

## Primeros años
C. Saroja y C. Lalitha son dos hermanas cantantes de Trichur, kerala, India, intérpretes de música divina y embebidas en sus corazones, aunque ellas han vivido en Chennai durante casi 4 décadas, pues los residentes las llamaban las hermanas de Bombay. Ambas empezaron a cantar, la primera canción que interpretaron fue "Mouna Swamigal" de Ambattur, quien las dio su nombre artístico como una bendición para su éxito en el futuro, durante su carrera en la música clásica. Criadas en Bombay con siete hermanos y tutelados inicialmente por Vidwan H.A.S. Mani, las hermanas se trasladaron más adelante a Madras en 1958 cuando Saroja obtuvo una beca de una Escuela Central de Música, en Madras. Lalitha puso esto en su debido tiempo. El director Musiri Subramanya Iyer, les ofreció dar una formación musical en su casa. Con el tiempo los oyentes disfrutaron de su música divina. Ellas han sido entrenadas por H. A. S. Mani, Musiri Subramania Iyer y T. K. Govinda Rao.

## Carrera
Parte de la tendencia de formar un dúo musical para interpretar la música carnática, su carrera comenzó en la década de los años 1950, con artistas como Radha Jayalakshmi y Soolamangalam Hermanas, ellas han estado interpretando temas musicales desde 1963 cuando empezaron con la música clásica ligera, posteriormente empezaron con interpretar la música clásica. Además cantaron en varios idiomas incluyendo el sánscrito, kannada, telugu, tamil, malayalam, hindi y marathi también eran conocidas para promover a jóvenes músicos a través de donaciones y becas.

## Premios
- 2006, Premio Isai Peraringar; ganadora por  the Tamil Isai Sangam.[1]
- 2006, Sangeetha Kalasikhamani, ganadora por The Indian Fine Arts Society, Chennai
- Kalaimamani for contributions to Carnatic music.[2]
- 2007, First women to be conferred the status of Asthana Vidushi by the Kanchi matha.[3]
- 2010, Sangeetha Kalanidhi Award for the year from the Madras Music Academy.[4]